# Henning Kraggerud
Henning Kraggerud (ur. 23 czerwca 1973 w Oslo) – norweski instrumentalista, wirtuoz skrzypiec, altowiolista, kompozytor, dyrygent, pedagog.

## Kariera artystyczna
Kraggerud studiował u Bjarne’a Fiskuma, Camilli Wicks, Emanuela Hurwitza i Stephana Barratt-Due. Wkrótce po ukończeniu nauki rozpoczął występy solowe, głównie w Europie i Stanach Zjednoczonych (debiut w Carnegie Hall w 1998), występując ze znanymi orkiestrami symfonicznymi i kameralnymi, m.in. z wiedeńską Tonkünstler-Orchester Niederösterreich, Filharmonikami Berlińskimi, The Hallé, orkiestrami w Toronto, Vancouver, Baltimore, Los Angeles oraz wieloma czołowymi dyrygentami, m.in.: Jukka-Pekką Saraste, Thomasem Dausgaardem, Osmo Vänskä, Paulem McCreeshem. Jego częstymi partnerami recitalowymi są: Christian Ihle Hadland, Joshua Bell, Kathryn Stott, Jeremy Menuhin i inni.
Szczególne uznanie krytyków zdobył w 2009 występem w Carnegie Hall z Orpheus Chamber Orchestra, określonym jako „powiew świeżego powietrza... Któż by przypuszczał, że Beethoven może sprawić tyle radości” . W maju 2010 wziął udział w cyklu koncertów „Szymanowski Focus” razem z sopranistką Iwoną Sobotką i pianistą Piotrem Anderszewskim, który był również kuratorem tych koncertów. Solistom towarzyszył Belcea Quartet, a w programie – obok utworów Szymanowskiego – znalazły się również kompozycje Bartóka i Janáčka. Koncerty odbyły się w Wigmore Hall w Londynie i Carnegie Hall w Nowym Jorku. W sierpniu 2012 Henning miał swój debiut w Hollywood Bowl występując z orkiestrą symfoniczną Los Angeles. Jego występ przyjęto entuzjastycznie, a jeden z krytyków podsumował: „To był Mozart, jakiego sam Mozart by sobie życzył” .
Podczas Risør Chamber Music Festival, 3 lipca 2016 Kraggerud zagrał koncert skrzypcowy Johana Halvorsena z towarzyszeniem Norweskiej Orkiestry Kameralnej. Było to premierowe wykonanie tego utworu w XXI wieku. Koncert co prawda miał już swoją premierę w 1909, w wykonaniu Kathleen Parlow i Filharmoników Berlińskich, ale później zaginął i został odnaleziony po ponad stu latach w bibliotece w Toronto.
Kraggerud często bierze udział w międzynarodowych festiwalach muzycznych, zwłaszcza muzyki kameralnej, jako solista skrzypek i altowiolista, nierzadko będąc równocześnie dyrygentem zespołu kameralnego, z którym występuje. Bergen International Festival mianował Kraggeruda „Artist-in-residence 2004”. Uczestniczył w Verbier Festival z Joshuą Bellem, Kathryn Stott, Leonidasem Kawakosem i Marthą Argerich. A jego występ w ramach Festiwalu BBC Proms z DR Symfoniorkestret w 2010 został przyjęty z uznaniem przez krytyków muzycznych. Uczestniczył w prestiżowym Międzynarodowym Festiwalu Wratislavia Cantans 2011. W 2016 brał udział w Trondheim Chamber Music Festival oraz prowadził kursy mistrzowskie (skrzypce, altówka) w Trondheim International Chamber Music Competition Academy. W tym samym roku uczestniczył także w kamara.hu festival w Budapeszcie, podczas którego miała miejsce węgierska premiera 10. i 24. postludium z jego najnowszego dzieła Equinox.
W 2011 objął stanowisko dyrektora artystycznego Risør Chamber Music Festival, zastępując na tym stanowisku jednego z założycieli festiwalu Leifa Ove Andsnesa. We wrześniu 2012 Kraggerud został powołany na stanowisko dyrektor artystycznego Norwegian Arctic Philharmonic Chamber Orchestra (kontrakt do 2020). Jest także profesorem Barratt Due Institute of Music w Oslo, gdzie również gra i prowadzi Oslo Camerata. We wrześniu 2015 objął stanowisko kierownika Międzynarodowej Katedry Skrzypiec w Royal Northern College of Music w Manchesterze. W sezonie 2019/2020 był artystą rezydentem Filharmonii Poznańskiej.

## Twórczość
W ponad 200 kompozycjach Kraggeruda odnaleźć można ducha starych mistrzów, takich jak Fritz Kreisler i Eugène Ysaÿe. Jego utwory zamawiali m.in. Brodsky Quartet i Ostrobothnian Chamber Orchestra, a Britten Sinfonia dała w 2014 premierowe wykonanie jego kompozycji „The Last Leaf” – Magnus in Memoriam. Kraggerud jest również aranżerem i autorem kadencji do koncertów na instrumenty smyczkowe, w tym m.in. kilku kadencji do koncertu wiolonczelowego C-dur Haydna, napisanych na zamówienie wiolonczelisty Clemensa Hagena.
Reputacja Kraggeruda jako kompozytora została ugruntowana w 2014 po premierze utworu Equinox: 24 Postludes in All Keys for Violin and String Orchestra. Utwór obejmuje cztery koncerty – Popołudnie, Wieczór, Noc i Poranek – z których każdy składa się z sześciu postludiów, w sumie jest ich 24. Postludia są napisane w 24 tonacjach i przedstawiają 24 godziny i 24 strefy czasowe. Zabierają słuchacza w kalejdoskopową podróż w czasie i przestrzeni, a muzycznie – przez koło kwintowe, poczynając od C-dur. Każde postludium może być wykonywane samodzielnie lub jako suita. Jostein Gaarder napisał do Equinox oryginalną 24-częściową narrację o człowieku, który w magiczny sposób podróżuje po całym świecie poczynając od Obserwatorium Astronomicznego w Greenwich. Equinox miał premierę instrumentalną w styczniu 2014 podczas koncertu inauguracyjnego Northern Lights Festival w Tromsø, a wersja z narracją Gaardera została po raz pierwszy zaprezentowana w Bodø. Kompozytor pracuje nad uproszczoną wersją (na skrzypce i fortepian), by utwór mógł być wykonywany bez towarzyszenia orkiestry.

## Nagrody i wyróżnienia
- Grieg Prize (1998)[17]
- Sibelius Prize (2007) – za interpretację muzyki Sibeliusa}[7]
- Ole Bull Prize (2007) – za udział w filmie dokumentalnym poświęconym Olemu Bullowi[1]
- Spellemannprisen (Klassisk musikk) (2008) – za nagranie dla Simax Classics(inne języki) wszystkich 6 sonat na skrzypce solo Eugène’a Ysaÿe’a[6]
- 5-star Editor’s Choice (Classical Music Magazine) (2012) – razem z Bugge Wesseltoftem, za płytę Last Spring, wytwórni ACT Music[7]
- Aase Bye Prize (2017-03-10) – za wykonanie koncertu skrzypcowego Johana Halvorsena z towarzyszeniem Bergen Filharmoniske Orkester[18]

## Życie prywatne
Ojcem artysty jest Egil Kraggerud, filolog i dr filozofii, w latach 1969–2002 wykładowca filologii klasycznej na Uniwersytecie w Oslo. Jego matką – latynista, specjalistka od złotego wieku poezji rzymskiej – Ellen Beate, z domu Sinding-Larsen, córka dziennikarza Henninga Sinding-Larsena.
W 2014 Kraggerud skomponował „The Last Leaf” – Magnus in Memoriam, będący upamiętnieniem jego kuzyna Magnusa Rostadmo, również muzyka i kompozytora, który zmarł niespodziewanie w wieku 37 lat.

## Wybrana dyskografia
- 1997 Grieg: Fiolinsonater Nr 1-3 (Naxos Music), z Helge Kjekshus (fortepian)
- 1999 Bull, Halvorsen, Grieg, Sinding, Svendsen: Norwegian Violin Favourites (Naxos Music), z Razumovsky Symphony Orchestra pod dyr. Bjarte Engeset
- 2003 Johan Svendsen: String Quartet • String Quintet (cpo), z Oslo String Quartet
- 2004 Sibelius, Sinding: Violin Concertos (Naxos Music), z Oslo String Quartet
- 2008 Christian Sinding: Musikk For Fiolin Og Klavér (Naxos Music), z Christian Ihle Hadland
- 2008 Eugène Ysaÿe: Six Sonatas For Solo Violin (Simax catalog)
- 2009 Christian Sinding: Music For Violin And Piano • 1 (Suite Im Alten Stil, Op. 10 • Waltzes, Op. 59) (Naxos Music), z Christian Ihle Hadland
- 2009 Christian Sinding: Music For Violin And Piano • 2 (Naxos Music), z Christian Ihle Hadland
- 2011 Mozart: Divertimento In E Flat Major (Naxos Music), z Lars Anders Tomter (altówka) i Christoph Richter (wiolonczela)
- 2012 Last Spring (ATC), z Bugge Wesseltoft
- 2012 Nordic Violin Favourites (Naxos Music), z Dalasinfoniettan pod dyr. Bjarte Engeset
- 2015 Henning Kraggerud: Equinox (Simax), z Arctic Philharmonic Chamber Orchestra
- 2016 Mozart: Violin Concertos Nos. 3, 4 and 5 (Naxos Music), z Norwegian Chamber Orchestra